# Moonhead
Moonhead es el segundo álbum de estudio de la banda Thin White Rope. Fue lanzado en febrero de 1987 por Frontier Records.

## Lista de canciones
Todas las canciones fueron escritas por Guy Kyser excepto donde se marca.
Todas las canciones escritas y compuestas por Guy Kyser (except where noted). 
| N.º | Título                                    | Duración |  |
| 1.  | «Not Your Fault» (Becker/Kyser)           | 3:45     |  |
| 2.  | «Wire Animals»                            | 4:00     |  |
| 3.  | «Take It Home»                            | 4:36     |  |
| 4.  | «Thing»                                   | 2:54     |  |
| 5.  | «Moonhead» (Kyser/Becker/Kunkel/Tesluk)   | 4:45     |  |
| 6.  | «Wet Heart»                               | 4:34     |  |
| 7.  | «Mother» (Kunkel/Kyser)                   | 4:27     |  |
| 8.  | «Come Around»                             | 2:19     |  |
| 9.  | «If Those Tears»                          | 3:16     |  |
| 10. | «Crawl Piss Freeze» (Kyser/Kunkel/Tesluk) | 5:34     |  |
| 11. | «Waking Up»                               | 2:43     |  |
| 12. | «Valley Of The Bones»                     | 2:54     |  |
| 13. | «Atomic Imagery» (Kyser/Tesluk)           | 3:36     |  |
| 14. | «Ain't That Lovin' You Baby» (Jimmy Reed) | 3:54     |  |
| 15. | «Take It Home (Long Version)»             | 6:17     |  |

## Créditos
- Guy Kyser – Guitarra, voz
- Roger Kunkel – Guitarra, voz
- Stephen Tesluk – Bajo, voz
- John Von Feldt – Bajo
- Jozef Becker – Batería